# Celloconcert nr. 1 (Saint-Saëns)
Camille Saint-Saëns schreef zijn Celloconcert nr. 1 in a mineur, opus 33 in het jaar 1872. Saint-Saëns was toen 37 jaar oud.
Saint-Saëns staat bekend om zijn traditionele aanpak in het schrijven van composities. Zo week hij normaliter niet af van de standaard sonatevorm, dan wel standaard concertvorm of symfonievorm. Het 1e celloconcert valt niet binnen de standaardconcertvorm daar het enkel en alleen uit één deel bestaat:
1. Allegro non troppo

Het Allegro non troppo is min of meer een samenvoegsel van drie delen welke in elkaar verweven zijn. Saint-Saëns liet zich hoogstwaarschijnlijk bij het schrijven beïnvloeden door Franz Liszt die impliciet voorstander was van het afwijken van standaardvormen van muziekstukken.
Saint-Saëns schreef het concert in a mineur. Dit waarschijnlijk als eerbetoon aan de gevierde componist Robert Schumann die ook een celloconcert in a mineur schreef.
Na het schrijven van het celloconcert gaf Saint-Saëns aan dat hij nooit meer een celloconcert zou schrijven omdat hij een concertstuk voor cello te "beperkt" vond. Desalniettemin schreef hij een tweede celloconcert, welke in mindere mate populariteit geniet. Het eerste celloconcert ging in première aan het conservatorium te Parijs op 19 januari 1873.